# Metropolia Fermo
Metropolia Fermo – jedna z 40 metropolii Kościoła Rzymskokatolickiego we Włoszech. Została erygowana 24 maja 1589.

## Diecezje
- Archidiecezja Fermo
  - Diecezja Ascoli Piceno
  - Archidiecezja Camerino-San Severino Marche
  - Diecezja Macerata-Tolentino-Recanati-Cingoli-Treia
  - Diecezja San Benedetto del Tronto-Ripatransone-Montalto